# Olivier Rochus

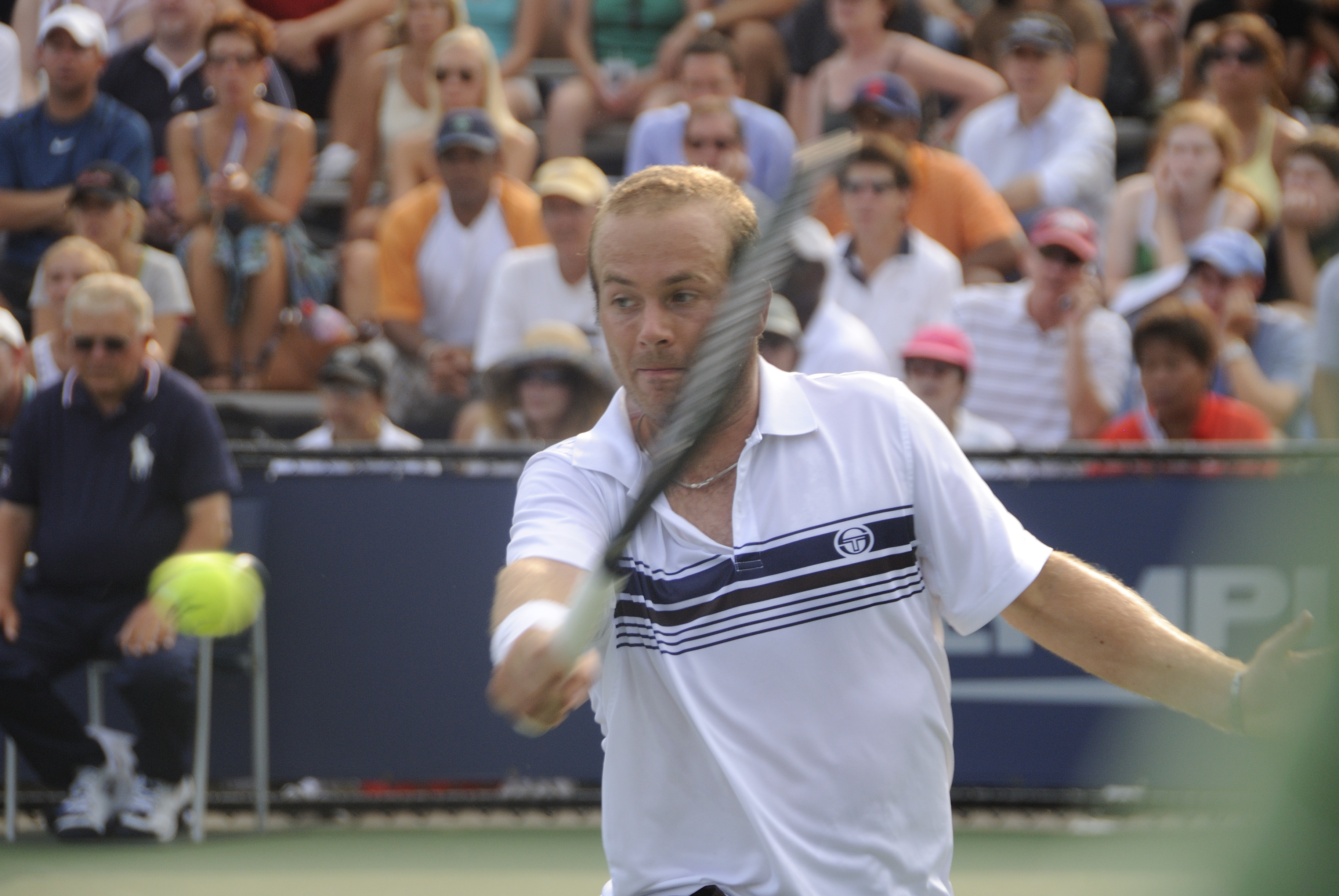
Olivier Rochus

Olivier Laurent Pierre Rochus, född den 18 januari 1981 i Namur, Belgien, är en belgisk högerhänt professionell tennisspelare.

## Karriär
Olivier Rochus blev proffs på ATP-touren 1999 och har till augusti 2008 vunnit 2 singeltitlar och 2 dubbeltitlar. Därtill har han nått ett flertal finaler. År 2004 vann han sin första dubbeltitel i en Grand Slam-turnering (Franska öppna tillsammans med landsmannen Xavier Malisse). Han har totalt spelat in 3 412 900 US dollar i prispengar.
Olivier Rochus nådde 1997 som 16-åring semifinal i juniorsingel i Franska öppna och Wimbledonmästerskapen. Samma år rankades han som världens elfte bästa junior. Följande år vann han juniordubbeln i Wimbledonmästerskapen tillsammans med Roger Federer. 
Rochus blev 2000 vald till årets nykomling på ATP-touren, då han avancerade nära 250 placeringar på rankingen och vann sin första singeltitel. Sedan fortsatte han att gradvis förbättra sin ranking och nådde den 17 oktober 2005 sin hittills bästa placering, 24. Under 2006 vann han sin andra ATP-titel, på grus i München.
Olivier Rochus är sponsrad av bland andra Sergio Tacchini (kläder, skor) och Prince Sports (racketar).

## Spelaren och personen
Som sexåring började Olivier spela tennis tillsammans med sin tre år äldre bror Christophe (född 1978, också tennisspelare, dock inte lika framgångsrik som sin yngre bror). Under ungdomsåren spelade Olivier även bordtennis och handboll.
Trots sin starka önskan att bli lång är Olivier Rochus osedvanligt kortväxt (165 cm). Han kompenserar sin uteblivna styrka till följd av sin kortväxthet med ypperlig snabbhet och känsla. Som ung hade han Pete Sampras som förebild.
Rochus är medlem i ATP:s spelarråd, och fungerar därvid som spelarnas representant i diskussioner med till exempel ATP:s styrelse.
Rochus är sedan några år tillbaka tillsammans med svenska Jessica Johansson, tidigare barnflicka till Jonas Björkman. De båda köpte under sommaren 2007 ett hus i Belgien.

## Världsranking (singel)
Rankingen anger placering vid årets slut
- 2007: 48
- 2006: 36
- 2005: 27
- 2004: 66
- 2003: 48
- 2002: 64
- 2001: 114
- 2000: 68
- 1999: 324
- 1998: 642

## ATP-titlar

### Singel (2)
- 2006 - München
- 2000 - Palermo

### Dubbel (2)
- 2005 - Adelaide
- 2004 - Franska öppna